# Алеја великана на Новом гробљу у Београду
Алеја великана је прва просторна целина на Новом гробљу у Београду, намењена сахрањивању истакнутих личности.

## Историја
Београдска општина је започела њену изградњу 1926. године, са намером да се тамо сахране личности које су или храбро погинуле или оставиле толико дубок траг у Србији, да држава није стигла да им се одужи за живота, подразумевајући да ће са њима бити сахрањене и њихове породице. Алеја се налази на простору између Аркада и Алеје стрељаних родољуба.
Једна од првих личности сахрањених у Алеји великана је Велимир Теодоровић (ванбрачни син Михаила Обреновића), чија је капела изграђена 1927. године, према пројекту Пере Поповића и Михаила Михаиловича Андросова, архитеката Министарства грађевина.
Неке гробнице српских великана из 19. века су у ову алеју пренете са старог Ташмајданског гробља, које се налазило код цркве Светог Марка.
Алеју великана не треба мешати са Алејом заслужних грађана, као ни са Аркадама (где је међу првима сахрањен Никола Пашић). затим Миленко Веснић и армијски генерал Јанко Вукотић. Многе новине, радио и ТВ станице, али и учесници у бројним емисијама, ненамерно праве грешке, мешајући ове алеје.

## Истакнуте личности
Неке од истакнутих личности сахрањених у Алеји великана су:
1. Милош Васић (1859—1935), дивизијски генерал, министар војске и морнарице СХС и војни реформатор
2. Стеван Владислав Каћански (1829—1890), национални револуционар и песник
3. Михаило Ковачевић (1878—1927), бригадни генерал
4. Бранислав Којић (1899—1987), архитекта
5. Петар Кочић (1877—1916), књижевник и политичар
6. Милан Кујунџић Абердар (1842—1893), филозоф и политичар
7. Душан Марковић (1879—1935), дивизијски генерал
8. Илија Милосављевић Коларац (1789—1878), трговац и задужбинар
9. Јован Поповић (1905—1952), књижевник
10. Милан Прибићевић (1877—1937), официр и политичар
11. Милорад Рувидић (1863—1914), архитекта
12. Милунка Савић (1890—1973), учесница Балканских и Првог светског рата
13. Милан Сршкић (1880—1937), правник и политичар
14. Корнелије Станковић (1831—1865), композитор
15. Велимир Михаило Теодоровић (1849—1898) добротвор и задужбинар
16. Димитрије Туцовић (1881—1914), теоретичар социјализма и политичар
17. Коста Христић (1852—1927), правник и дипломата
18. Стеван Христић (1885—1958), композитор и диригент
19. Јован Цвијић (1865—1927), географ

## Гробна места у Алеји
| Редни број | Гробно место |
| Слика      | О сахрањеним личностима |
| ---------- | --- |
| 1.         | Гроб Димитрија Туцовића |
|            | Димитрије Туцовић (1881—1914), теоретичар социјализма и оснивач Српске социјалдемократске партије, учесник Првог балканског и Првог светског рата, сахрањен је у Алеји великана 2016. године када су његови посмртни остаци пренети са трга Славија, где су се налазили од 1949. године. |
| 2.         | Породична гробница Милоша Васића |
|            | Милош Васић (1859—1935), генерал Српске војске и дивизијски генерал Југословенске војске, министар војни Краљевине Србије и министар војске и морнарице Краљевине Југославије, реформатор војног закона по коме је уведен војни чин војводе. Поред Васића овде је сахрањена његова супруга Зорка (1868—1945), као и његови рођаци. |
| 3.         | Породична гробница Петра Кочића |
|            | Петар Кочић (1877—1916) књижевник и политичар, сахрањен је у Алеји великана 1927. године када је његов гроб пренет са Ташмајданског гробља. Поред Кочића овде су сахрањени и чланови његове породице — син Слободан (1910—1913), супруга Милка (1882—1966), ћерка Душица Павић (1914—1994), као и потомци његове ћерке. |
| 4.         | Породична гробница Душана Марковића |
|            | Душан М. Марковић (1879—1935) дивизијски генерал Југословенске војске, од 1929. до 1935. године је био командант целокупне жандармерије. Поред Марковића овде је сахрањена његова рано преминула ћерка Бранислава (1912—1933), као и други чланови породице. |
| 5.         | Породична гробница Александра Кнежевића |
|            | Александар Кнежевић (1845—1892) инспектор железничке дирекције, сахрањен је у Алеји великана 1927. године када је његова гробница пренета са Ташмајданског гробља. У породичној гробници су сахрањени и његови рођаци, међу којима — Милорад Рувидић (1863—1914), архитекта и Драгослав Тодоровић (1909—1964), професор Економског факултета. |
| 6.         | Гроб Милана Сршкића |
|            | Милан Сршкић (1880—1937), правник и политичар, био је министар у више Влада, а у два мандата од 1932. до 1934. године био је председник Министарског савета Краљевине Југославије. |
| 7.         | Породична гробница Милана Кујунџића Абердара |
|            | Милан Кујунџић Абердар (1845—1892), филозоф и политичар, професор Велике школе, секретар Српског ученог друштва (1873—1882), министар просвете, председник Народне скупштине (1880—1885) и члан Српске краљевске академије од оснивања, сахрањен је у Алеји великана 1927. године када је његова гробница пренета са Ташмајданског гробља. Поред њега у породичној гробници су сахрањени његова сестра Неранџа Угринов умрла 1929, зет генерал Владимир Угричић умро 1921. године, као и њихове ћерке — Петра, Наста, Босиљка Боса и Зора. |
| 8.         | Породична гробница Радивоја Јовановића |
|            | |
| 9.         | Гроб Јована Цвијића |
|            | Јован Цвијић (1865—1927), географ, оснивач Српског географског друштва, председник Српске краљевске академије (1921—1927) професор и ректор Београдског универзитета (1906—1907 и 1919—1920). Поред Цвијића овде је сахрањена и његова супруга Љубица. |
| 10.        | Породична гробница Милана Прибићевића |
|            | Милан Прибићевић (1877—1937), официр, учесник Балканских и Првог светског рата и политичар, један од лидера Земљорадничке странке. Поред Прибићевића, овде су сахрањене његова мајка Христина Прибићевић (1844—1921) и супруга Ружа Прибићевић (1890—1968). |
| 11.        | Гроб Стевана Каћанског |
|            | Стеван Владислав Каћански (1829—1890), национално-политички радник и револуционар. Био је најпопуларнији српски патриотски песник у другој половини века, чије су песме биле инспирисане поетским сном о ослобођењу и уједињењу Срба. Сахрањен је у Алеји великана 1927, када су његови посмртни остаци пренти са Ташмајданског гробља, а спомен-гробница му је откривена 12. маја 1929. године. |
| 12.        | Гроб Јована Поповића |
|            | Јован Поповић (1905—1952), књижевник и учесник Народноослободилачког рата, дописни члан Српске академије наука и уметности; носилац Партизанске споменице 1941. Поред Поповића овде је сахрањена и његова супруга Боса Поповић (1910—1984). |
| 13.        | Породична гробница Илије Милосављевића Коларца |
|            | Илија Милосављевић Коларац (1789—1878), трговац и задужбинар, у Алеји великана је сахрањен 1927. када му је гроб пренет са Ташмајданског гробља. Овде је сахрањена и његова супруга Синђелија. |
| 14.        | Породична гробница—капела Лазаревић—Спужић |
|            | |
| 15.        | Породична гробница—капела Христић |
|            | |
| 16.        | Породична гробница Симоновић |
|            | Милан Симоновић (1881—1940), адвокат и политичар. Био је министар у Владама Николе Пашића, Николе Узуновића, Велимира Вукићевића и Милана Стојадиновића. Више пута биран за Сенатора у Моравској бановини. Био је председник Народне скупштине Краљевине Југославије 1939. године. Поред њега, овде су сахрањени — супруга Даринка Симоновић (1885—1949), као и потомци Милорад Симоновић (1913—1979) и Боривоје Симоновић (1919—1991). |
| 17.        | Капела Велимира Михаила Теодоровића |
|            | Велимир Михаило Теодоровић (1849—1898) добротвор и задужбинар. Ванбрачни син кнеза Михаила Обреновића и Словенке Марије Бергхауз. Крштен је у римокатоличкој цркви као Виљем али је касније прешао на православље. Сахрањен је у Алеји великана 1927. када су његови посмртни остаци пренети са гробља у Минхену, где су се налазили од 1898. године. |
| 18.        | Породична гробница Јеврема Симића |
|            | Јеврем Симић (1876—1936), правник и дипломата Краљевине Србије и Краљевине Југославије. Поред њега, у истој гробници су сахрањени његова супруга Даница Симић (1891—1980), Настас Недић (1921—1928) и Надежда Недић (1920—2010). |
| 19.        | Гроб Михајла Ковачевића |
|            | Михаило Ковачевић (1878—1927), бригадни генерал Југословенске војске и учесник Балканских и Првог светског рата. Убијен је у атентату 5. октобра 1927. у Штипу , који су извели чланови ВМРО. Поред Ковачевића, овде је сахрањена и његова супруга Зорка. |
| 20.        | Гроб Милоша Савчића |
|            | Милош Савчић (1865—1941), један од најбогатијих Европљана свог времена, министар грађевина, градоначелник Београда, грађевински инжењер, предузетник, саветник, сарадник и руководилац бројних привредних објеката у Краљевини Србији и Краљевини Југославији. |
| 21.        | Гроб Милунке Савић |
|            | Милунка Савић (1890—1973), учесница Балканских и Првог светског рата, хероина српске војске и и једна од жена са највише одликовања у историји ратовања. Сахрањена је у Алеји 2013, када су њени посмртни остаци пренети из породичне гробнице. |
| 22.        | Породична гробница Гавре Јовановића |
|            | |
| 23.        | Породична гробница Корнелија Станковића |
|            | |
| 24.        | Породична гробница Којић |
|            | |
| 25.        | Породична гробница Ђура Паунковића |
|            | |
| 26.        | Породична гробница Пере Слијепчевића |
|            | |
| напомена:  | Гробна места у табели су поређана према распореду по коме се налазе, крећући се из правца Аркада (од стране Рузвелтове улице) ка Алеји стрељаних родољуба. |